# Essen-Werden
Werden is een stadsdeel van de Duitse stad Essen. Essen-Werden telt bijna 10.000 inwoners. In 1929 werd de tot dan toe zelfstandige gemeente bij Essen gevoegd.

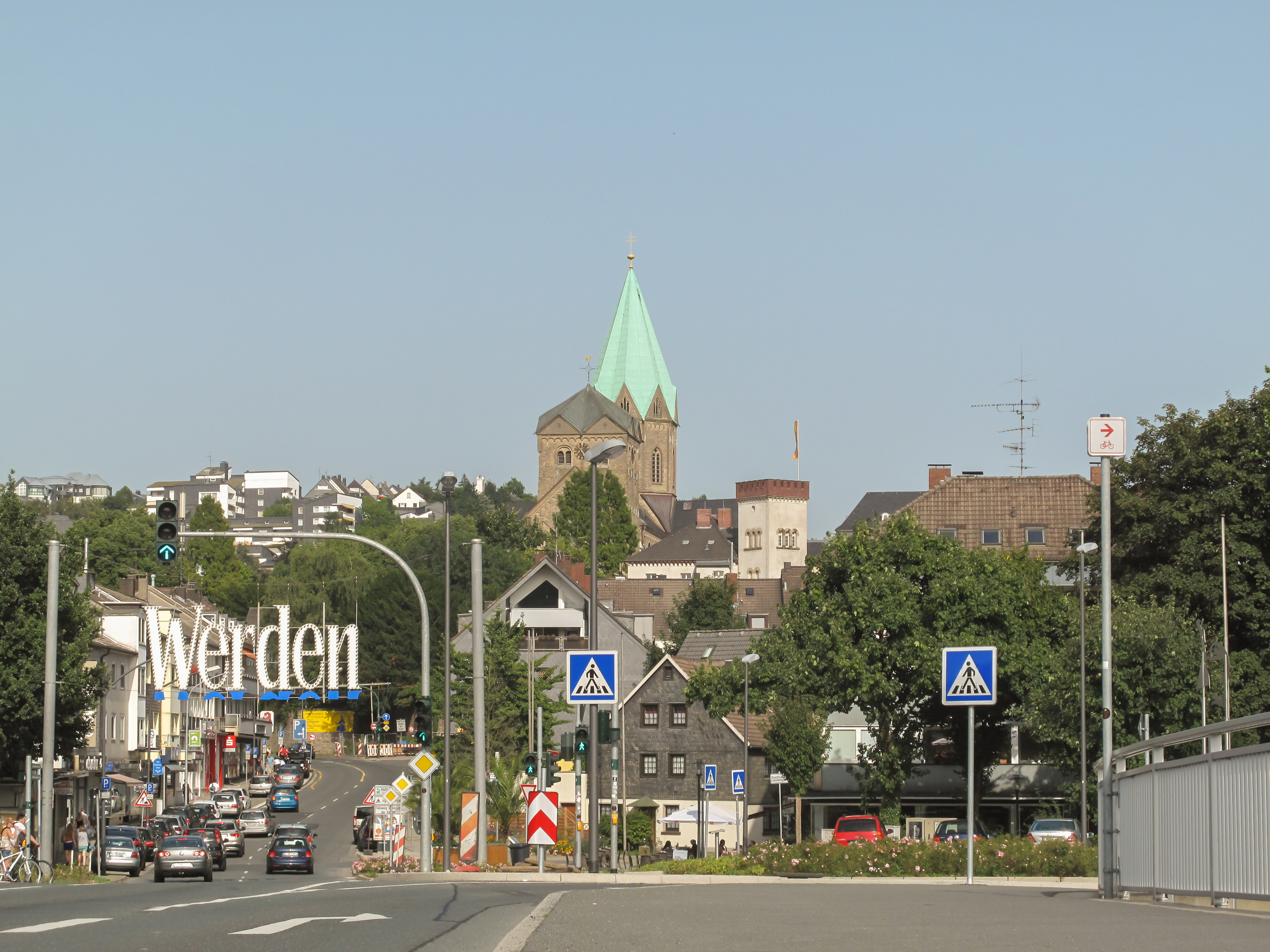
Zicht op stadsdeel

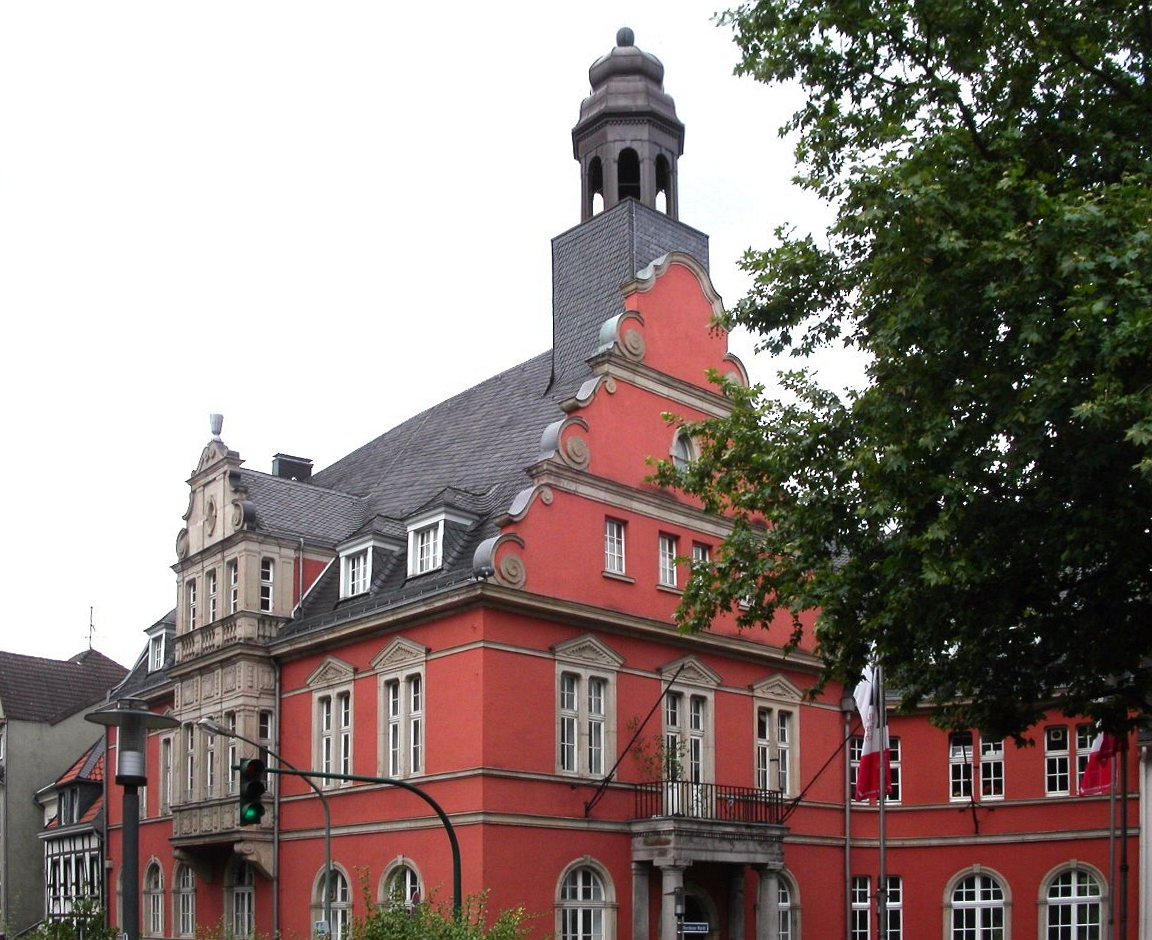
Oude raadhuis